# Келог (Ајдахо)
Келог (енгл. Kellogg) град је у америчкој савезној држави Ајдахо.

## Демографија
По попису из 2010. године број становника је 2.120, што је 275 (-11,5%) становника мање него 2000. године.
| Група             | 2000.         | 2010.         |
| Белци             | 2.244 (93,7%) | 1.959 (92,4%) |
| Афроамериканци    | 3 (0,1%)      | 9 (0,4%)      |
| Азијати           | 6 (0,3%)      | 7 (0,3%)      |
| Хиспаноамериканци | 42 (1,8%)     | 67 (3,2%)     |
| Укупно            | 2.395         | 2.120         |